# District Madona
Het district Madona is een voormalig district in het midden van Letland. In het district ligt het hoogste punt van Letland, de Gaiziņkalns, met een hoogte van 312 meter boven de zeespiegel.

## Steden
- Cesvaine
- Lubāna
- Madona
- Varakļāni